# Dampierre-sur-Avre
Dampierre-sur-Avre är en kommun i departementet Eure-et-Loir i regionen Centre-Val de Loire strax norr om centrala Frankrike. Kommunen ligger i kantonen Brezolles som tillhör arrondissementet Dreux. År 2022 hade Dampierre-sur-Avre 763 invånare.

## Befolkningsutveckling
Antalet invånare i kommunen Dampierre-sur-Avre
Referens:INSEE